# Old Friends
『Old Friends』（オールド・フレンズ）は、テレビシリーズ『エンジェル』のコミック版。5部作。コミック作品として2005年から発売される。その後、2006年6月25日に1冊のグラフィックノベルに編集され発売された。

## ストーリー
エンジェルはガンからスパイクが人を殺しているとの連絡を受ける。だがそのスパイクは偽者だった。その後、死んだはずのフレッド、コーディリアが相次いで登場する。エンジェルたちは偽者を作り続けるマッド・サイエンティストの存在を知る。

## 登場人物
エンジェル
チャールズ・ガン
エンジェルの部下。戦闘で右目を失い、黒い眼帯をしている。
スパイク
バンパイア。
ウィニフレッド・バークル
愛称フレッド。エンジェルの旧友。
イリリア
悪魔。
コーディリア・チェイス
エンジェルの旧友。
スパロー
ウルフラム&ハートの元医師。